# Afroblemma thorelli
Afroblemma thorelli is een spinnensoort in de taxonomische indeling van de Tetrablemmidae.
Het dier behoort tot het geslacht Afroblemma. De wetenschappelijke naam van de soort werd voor het eerst geldig gepubliceerd in 1974 door Brignoli.